# Маян-Мяоський автономний повіт
27°52′02″ пн. ш. 109°47′56″ сх. д. / 27.86732° пн. ш. 109.79881° сх. д.
Маян-Мяоський автономний повіт (кит. 麻阳苗族自治县, пін. Máyáng Miáozú Zìzhìxiàn) — один із повітів КНР у складі префектури Хуайхуа, провінція Хунань. Адміністративний центр — містечко Гаоцунь.

## Географія
Маян-Мяоський автономний повіт лежить на висоті близько 170 метрів над рівнем моря на  схід від Юньнань-Гуйчжоуського плато.

### Клімат
Повіт знаходиться у зоні, котра характеризується вологим субтропічним кліматом. Найтепліший місяць — липень із середньою температурою 28,3 °C. Найхолодніший місяць — січень, із середньою температурою 5,4 °С.
| Клімат повіту Маян-Мяо  | Клімат повіту Маян-Мяо | Клімат повіту Маян-Мяо | Клімат повіту Маян-Мяо | Клімат повіту Маян-Мяо | Клімат повіту Маян-Мяо | Клімат повіту Маян-Мяо | Клімат повіту Маян-Мяо | Клімат повіту Маян-Мяо | Клімат повіту Маян-Мяо | Клімат повіту Маян-Мяо | Клімат повіту Маян-Мяо | Клімат повіту Маян-Мяо | Клімат повіту Маян-Мяо |
| Показник                | Січ.                   | Лют.                   | Бер.                   | Квіт.                  | Трав.                  | Черв.                  | Лип.                   | Серп.                  | Вер.                   | Жовт.                  | Лист.                  | Груд.                  | Рік                    |
| Середній максимум, °C   | 8,8                    | 11,1                   | 15,5                   | 21,9                   | 26,7                   | 29,7                   | 33                     | 33,2                   | 29,3                   | 22,9                   | 17,5                   | 11,7                   | 21,8                   |
| Середня температура, °C | 5,4                    | 7,4                    | 11,2                   | 17,2                   | 21,8                   | 25,2                   | 28,3                   | 27,9                   | 24                     | 18,3                   | 12,9                   | 7,6                    | 17,3                   |
| Середній мінімум, °C    | 2,9                    | 4,9                    | 8,2                    | 13,7                   | 18,3                   | 22                     | 24,6                   | 24,1                   | 20,3                   | 15,1                   | 9,8                    | 4,7                    | 14                     |
| Норма опадів, мм        | 47.1                   | 57.5                   | 84.5                   | 139                    | 175.1                  | 214.5                  | 181.7                  | 94.4                   | 65.3                   | 98.8                   | 63.6                   | 35                     | 1256.5                 |
| Вологість повітря, %    | 79                     | 78                     | 79                     | 80                     | 80                     | 82                     | 78                     | 76                     | 75                     | 79                     | 78                     | 76                     | 78.3                   |
| ----------------------- | ---------------------- | ---------------------- | ---------------------- | ---------------------- | ---------------------- | ---------------------- | ---------------------- | ---------------------- | ---------------------- | ---------------------- | ---------------------- | ---------------------- | ---------------------- |
| Джерело: data.cma.cn    |                        |                        |                        |                        |                        |                        |                        |                        |                        |                        |                        |                        |                        |